# Cerro Toconce
Cerro Toconce é um estratovulcão dos Andes em Antofagasta, Chile, com 5335 metros de altitude.

## Geologia
O vulcão Toconce tem uma cratera central e é construído principalmente por fluxos de lava de andesito, que foram colocados em três estágios diferentes. A última etapa gerou a maior parte do edifício vulcânico. O vulcão foi glaciado há entre 15 000 e 11 000 anos e isso resultou em erosão glacial e no desenvolvimento de morenas acima de 4300 metros de altitude. A erosão glacial escavou vários vales glaciais no vulcão, e rochas hidrotermicamente alteradas de dentro do edifício foram expostas.
O vulcão Toconce é construído no topo por ignimbritos Toconce. Esses ignimbritos pertencem a uma sequência de dacito-riólito ignimbrito em que muitos vulcões nos Andes centrais são construídos. As sequências de ignimbrita junto com os estratovulcões formam o arco vulcânico nos Andes centrais, que aqui constitui a Zona Vulcânica Central. O relativamente pequeno ignimbrito de Tolar surgiu do vulcão Toconce, há mais de 1,3 milhão de anos.
A cadeia de vulcões de San Pedro-Linzor é uma cadeia de vulcões da era tardia do Pleistoceno-Holoceno, paralela a várias outras cadeias de vulcões da região, mas perpendicular ao principal arco vulcânico. Além de Toconce, inclui San Pedro, San Pablo, Paniri, Cerro del León e Linzor, cobrindo um comprimento de 65 quilômetros. Uma amostra de Toconce foi datada em 1,1 ± 0,1 milhões de anos. Estes vulcões são compostos por piroclastos e escórias, além de cúpulas de lava e fluxos de lava e são principalmente andesíticos; no entanto, todo o espectro de lavas, desde o andesito basáltico até o dacito, pode ser encontrado lá.
As rochas em Toconce são formadas principalmente por plagioclase e vidro, com anfíbola, biotita, piroxena e quartzo que compõem o restante. A alteração hidrotérmica deu origem a argila, produtos de oxidação e sericite. Obsidiana foi extraído da montanha.